# كريستوفاو دا غاما
كريستوفاو دا غاما (بالبرتغالية: Cristóvão da Gama) من مواليد 1516 وأعدم بتاريخ 29 أغسطس 1542، قائد برتغالي عسكري، قاد حملة صليبية في شرق أفريقيا وبالتحديد في الحبشة والصومال قوامها 400 جندي مابين عامي 1514 و1543، وتم تنفيذ حكم الإعدام بحقه بأيدي الجيش الإسلامي (سلطنة العدل) في 29 أغسطس سنة 1542 بمعركة وفلة .
وكريستوفاو (أو كريستوفر) دا غاما ابن فاسكو دا غاما والشقيق الأصغر لـ استيفاو دا غاما.